# Phyllanthus ventuarii
Phyllanthus ventuarii là một loài thực vật có hoa trong họ Diệp hạ châu. Loài này được Jabl. miêu tả khoa học đầu tiên năm 1967.